# Bledius flavipennis
Bledius flavipennis är en skalbaggsart som beskrevs av Leconte 1863. Bledius flavipennis ingår i släktet Bledius och familjen kortvingar. Inga underarter finns listade i Catalogue of Life.